# Kimmo Pallonen
Kimmo Pallonen (Jyväskylän, 17 de janeiro de 1959) é um atleta finlandês aposentado de salto com vara. Seu recorde pessoal foi de 5.56 metres, conquistado em julho de 1982 em Raahe. Ele foi campeão finlandês em 1979, 1981, 1984 e 1985.

## Resultados
| Ano  | Competição                                     | Local                      | Posição | Notas |
| ---- | ---------------------------------------------- | -------------------------- | ------- | ----- |
| 1979 | Jogos Europeus de Esportes Indoor              | Viena, Austria             | 12º     | [ 4 ] |
| 1984 | Atletismo nos Jogos Olímpicos de Verão de 1984 | Los Angeles, United States | 5º      |       |
| 1987 | Jogos Europeus de Esportes Indoor              | Liévin, France             | 14º     | [ 5 ] |